# Прості люди
Прості люди — це форма пропаганди та логічної помилки. Аргумент простих людей — це той, у якому оратор представляє себе як представник мас, який може зрозуміти і співпереживати проблеми слухача.
Найважливішою частиною цього звернення є зображення промовцем себе як людини, яка мала подібний зі слухачем досвід і знає, чому вони можуть бути скептичними або обережними щодо прийняття точки зору оратора. Таким чином доповідач дає слухачам відчуття довіри і комфорту, підштовхує до впевненості, що оратор і аудиторія мають спільні цілі і, таким чином, вони повинні погодитися з доповідачем. Крім того, використання «звичайного фону», наприклад парку чи будівлі, залежно від об'єкта, який рекламується, зазвичай дасть більшу можливість отримати більше клієнтів.